# 우돔폰 폰삭
우돔폰 폰삭(태국어: อุดมพร พลศักดิ์, 1981년 10월 6일~)은 태국의 전직 역도 선수이다. 2008년 하계 올림픽 여자 페더급 종목에서 금메달을 획득했다. 